# Angelika
Angelika – imię żeńskie pochodzenia łacińskiego, w języku łacińskim oznacza „anielica”, „posłanka”.
W ostatnich czasach zapis imienia Angelika bywa spolszczany i występuje w formie Andżelika lub nawet Andrzelika. Ta ostatnia pisownia jest niepoprawna i ma negatywną opinię Rady Języka Polskiego.
W 2019 roku w Polsce Angelika zajmowała 75. miejsce wśród imion żeńskich (59 688 nadań), w formie Andżelika występowała na 145. miejscu (11 019 nadań), niezalecaną przez RJP formę Andrzelika nosiło 296 osób; w rejestrze PESEL występowały także m.in. formy: Angelica (190 osób), Anżelika (113 osób), Anzhelika (99 osób), Angielika (55 osób), Anzhalika (25 osób), Angelique (19 osób), Angeliki (17 osób), Andzelika (13 osób), Angélique (7 osób), Angeligue (4 osoby), Angieliki (3 osoby), Angélica (2 osoby) i Anjelika (2 osoby).
We Włoszech występuje męska forma tego imienia – Angelico.
Angelika imieniny obchodzi:
- 26 maja – jako wspomnienie bł. Marii Angeliki Mastroti di Papasidero (1851-1896);
- 6 grudnia – jako wspomnienie bł. Angeliki z Milazzo, włoskiej tercjarki franciszkańskiej z XVI w.

W różnych kalendarzach można znaleźć również m.in. następujące daty: 4 stycznia, 27 stycznia, 11 marca, 17 sierpnia.

## Odpowiedniki w innych językach
- ang. – Angelica
- duń. – Angelica
- fr. – Angélique
- hiszp. – Angélica
- niem. – Angelika
- norw. – Angelica, Angelika
- serb. – Ангелика (Angelika)
- słow. – Angelika
- szw. – Angelica, Angelika
- węg. – Angyalka, Angelika
- wł. – Angelica; forma męska: Angelico
- ros. – Ангелика (Angielika)

## Znane osoby noszące to imię
- Andżelika Borys – działaczka polonijna na Białorusi
- Angelique Boyer – meksykańska aktorka
- Angélica Cepeda – aktorka kolumbijska, grająca w filmach i telenowelach
- Anjelica Huston – amerykańska aktorka i reżyser filmowa
- Angelika Jakubowska – zwyciężczyni konkursu Miss Polonia 2008
- Angelika Kauffmann – szwajcarska malarka i portrecistka
- Angelique Kerber – tenisistka
- Anżelika Kryłowa – rosyjska łyżwiarka figurowa
- Angelika Kurowska – polska aktorka
- Andżelika Piechowiak – polska aktorka
- Andżelika Przybylska (ur. 1992) – polska lekkoatletka specjalizująca się w rzucie dyskiem
- Angélica Rivera – meksykańska aktorka i piosenkarka
- Angelika Szymańska – polska judoczka
- Angelique Widjaja – indonezyjska tenisistka

## Znane postacie fikcyjne noszące to imię
- Andżelika – policjantka w serialu „13 posterunek“
- Angelika – bohaterka polskiego filmu fabularnego „Moja Angelika“ (1999)
- Angelika – bohaterka serialu „Pierwsza miłość“
- Angélique – bohaterka serii książek i filmów francuskich